# National Radio Institute 832
National Radio Institute 832 (832) је био кућни рачунар фирме National Radio Institute који је почео да се производи у Сједињеним Америчким Државама од 1971. године.
RAM меморија рачунара је имала капацитет од 17 локација за 8-битне ријечи, прошириво до 32 ријечи.

## Детаљни подаци
Детаљнији подаци о рачунару 832 су дати у табели испод.
|                       |                                                       |
| [ 1 ]                 |                                                       |
| Произвођач            |                                                       |
| Тип                   | кућни рачунар                                         |
| Меморија              | 17 локација за 8-битне ријечи, прошириво до 32 ријечи |
| Поријекло             | Сједињене Америчке Државе                             |
| Година                | 1971                                                  |
| Тастатура             | 139 прекидача                                         |
| Процесор              | нема                                                  |
| Фреквенција процесора |                                                       |
| RAM                   | 17 локација за 8-битне ријечи, прошириво до 32 ријечи |
| ROM                   | нема ROM                                              |
| Текст                 | сијалице                                              |
| Графика               |                                                       |
| Боја                  |                                                       |
| Звук                  | нема                                                  |
| Димензије             | 22 фунте                                              |
| Портови               |                                                       |
| Оперативни систем     |                                                       |